# Festival svetih četrdeset mučenika
Festival svetih četrdeset mučenika (makedonski: Če'trse) održava se u Štipu svake godine 22. ožujka, u čast četrdeset mučenika Sebaste iz četvrtog stoljeća i obilježava prvi dan proljeća. 
Sudionici se okupljaju na ulicama i trgovima grada Štipa, a onda pješače uzbrdo na Isar, zaustavljajući se usput u crkvi kako bi odali počast Svetim četrdeset mučenika. Tijekom uspona, prema tradiciji, sudionici moraju pozdraviti četrdeset poznanika i skupiti četrdeset kamenčića, kao i četrdeset cvjetova ili grančica badema koje rastu u okolici. Kada dođu do vrha sudionici žele baciti trideset devet kamenčića u rijeku Bregalnicu odmah ispod brda. Preostali kamenčić se čuva i stavlja se pod jastuk prije odlaska na spavanje. Tijekom cijelog dana stanovnike ovog dijela grada posjećuju glazbene skupine koje nadalje sviraju na brdu sve do noći. 
Blagdan se prenosi preko roditelja koji planinare sa svojom djecom ili starijih rođaka i prijatelja koji predaju ovu tradiciju na mlađe generacije. Ovaj proljetni događaj zahtijeva nesebičnu suradnju mnogih ljudi iz svih dobnih skupina, društvenih slojeva i podrijetla, čime se promiče i potiče timski rad i solidarnost. Blagdan je također način okupljanja različitih vjerskih i etničkih skupina koje danas žive u Štipu, čime se stalnim ponavljanjem jača osjećaj pripadnosti gradu i njegovim običajima. Zbog toga je festival svetih četrdeset mučenika upisan na popis nematerijalne svjetske baštine 2013. godine.

## Vanjske poveznice
- (engl.) Republika, 5. veljače 2013.  Arhivirana inačica izvorne stranice od 8. travnja 2014. (Wayback Machine)